# Banksia seminuda

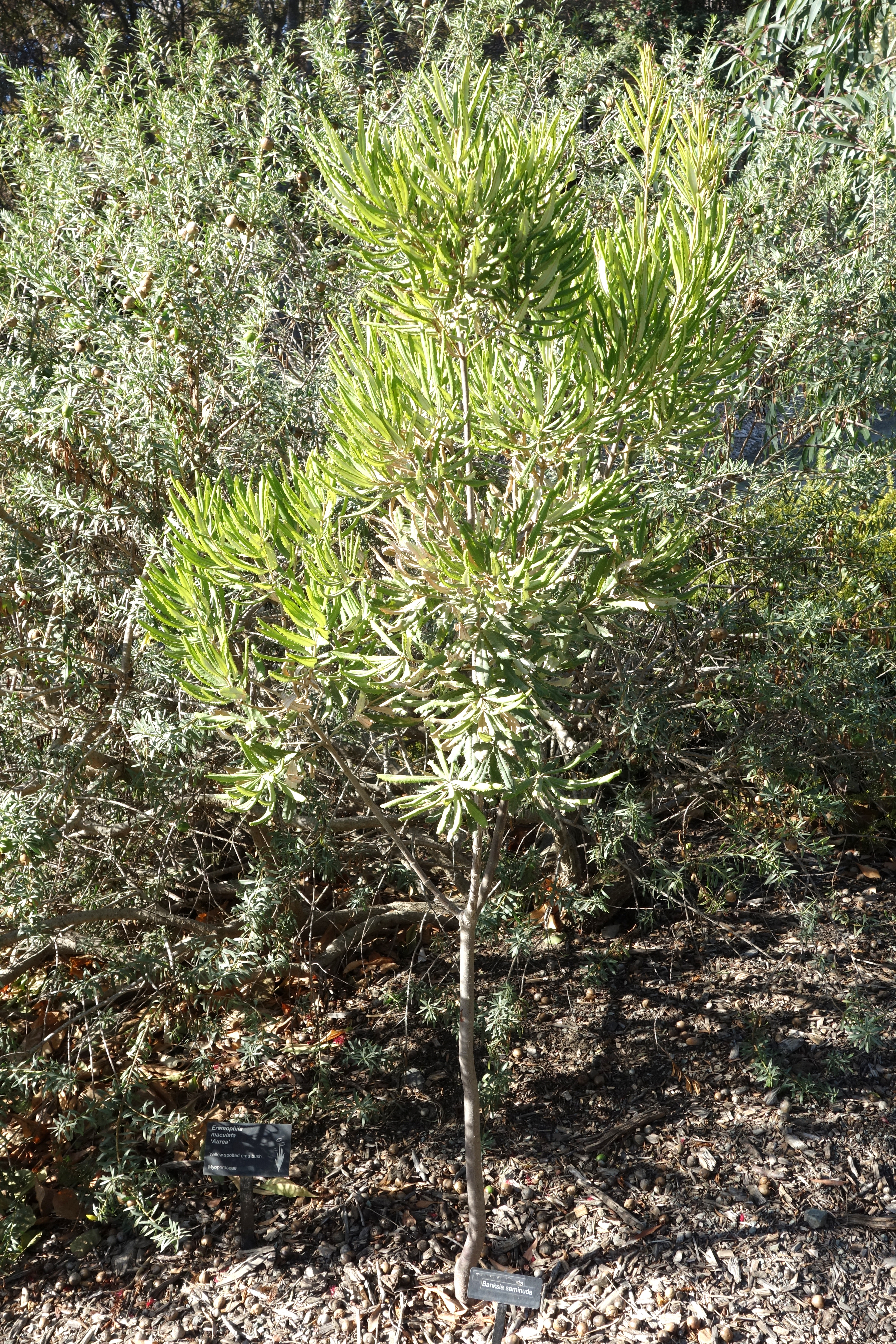
Vista de la planta

Banksia seminuda, comúnmente conocida como la banksia de río, es un árbol del género Banksia. Se le encuentra en Australia Occidental desde Dwellingup (32°42′S) hasta la caleta Broke al este de Denmark (34°57′S). Es un con frecuencia confundida y fue originalmente considerada como una subespecie de Banksia littoralis (Banksia de pantano). Es una de las especies más grandes de Banksia.

## Descripción
La banksia de río crece hasta 20 metros de alto con un tronco usualmente café a gris con una corteza gruesa y agrietada. Los troncos del árbol son frecuentemente altos y derechos ya que la especie crece en áreas del bosque abrigadas. La banksia de río tiene una subespecie arbustiva llamada  remanens.
La floración ocurre a finales de verano y finales del invierno. Las espigas florales amarillas  (ocasionalmente rojas) crecen hasta 200 mm de largo por 70 mm de ancho, los conos frutales pueden permanecer en los árboles por muchos años después de mudar las flores pronto. Sus hojas aterciopeladas son entre 70 mm y 120 mm (5 in) de largo con fines dientes, las hojas de la subespecie remanens tienen pocos dientes excepto en las puntas de las hojas.

## Distribución y hábitat
El árbol se encuentra on the fringes de ríos y arroyos en los bosques de jarrahs, marris y karris, entre Dwellingup y Denmark.  Stephen Hopper describió la subespecie remanens como una forma arbustiva encontrada desde las arenas costeras hasta los afloramientos de granito en el Parque nacional Walpole-Nornalup, sin embargo George no siente que esta forma garantiza reconocimiento taxoómico ya que se encuentra dentro de la variabilidad normal de la especie y no existía una clara distinción entre esta y otras poblaciones de B. seminuda.

## Cultivo

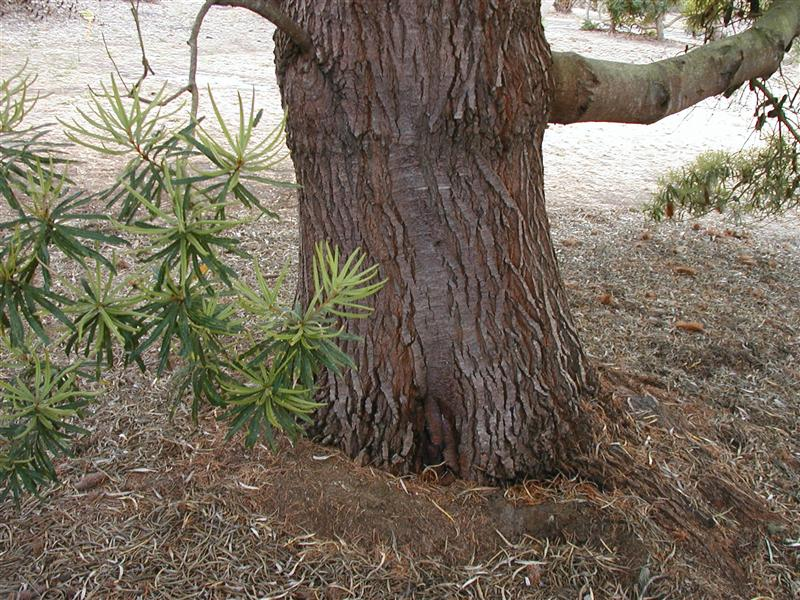
Tronco agrietado de un árbol de 20 años de edad, Banksia Farm, Monte Baker, Australia Occidental.

B. seminuda es una planta vigorosa y adaptable. Existen reportes de arbolitos apareciendo cerca de plantas cultivadas en Victoria lo cual sugiere que se debe tomar precaución si se planta cerca del bosque en áreas de Australia de donde no es nativa.

## Taxonomía
B. seminuda se encuentra dentro de la serie Spicigerae y es claramente muy cercana a B. littoralis.
Banksia seminuda fue descrito por (A.S.George) Rye y publicado en Nuytsia 5: 25. 1984.
Etimología
Banksia: nombre genérico que fue otorgado en honor del botánico inglés Sir Joseph Banks, quién colectó el primer espécimen de Banksia en 1770, durante la primera expedición de James Cook.
seminuda: epíteto latíno que significa "semi desnuda".
Sinonimia
- Banksia littoralis var. seminuda A.S.George basónimo [4]